# La Penne-sur-l'Ouvèze
 La Penne-sur-l'Ouvèze  es una comuna y población de Francia, en la región de Ródano-Alpes, departamento de Drôme, en el distrito de Nyons y cantón de Buis-les-Baronnies.
Su población en el censo de 1999 era de 88 habitantes.
Está integrada en la Communauté de communes de Pays du Buis-les-Baronnies.

## Demografía
| 41 | 45 | 54 | 80 | 78 | 88 |
| Para los censos de 1962 a 1999 la población legal corresponde a la población sin duplicidades (Fuente: INSEE [Consultar]) |    |    |    |    |    |